# Retyk (litostratygrafia)
Retyk – nieformalna jednostka stratygraficzna triasu wydzielona na terenie Polski pozakarpackiej i Niemiec (poza Alpami) w oparciu o kryteria litostratygraficzne. Obejmuje ona najwyższą część profilu skalnego triasu, powyżej kajpru. Litologicznie bardzo podobnie wykształcona do kajpru górnego, tak samo dominują tam czerwonawe iłowce i mułowce z rzadkimi przewarstwieniami piaskowców, powstałymi w jeziorach i rzekach klimatu gorącego i dość suchego. Głównym kryterium odróżniającym utwory retyku od kajpru jest brak wystąpień gipsu i anhydrytu w retyku, co odzwierciedla większą wilgotność klimatu i rzadsze wysychanie zbiorników. Dla odróżnienia retyku pojmowanego jako jednostka skalna w Polsce i Niemczech od retyku w sensie globalnej jednostki czasowej, nazwę tego pierwszego terminu rozszerza się często do terminu "retyk germański". Pozycja wiekowa retyku germańskiego nie jest jeszcze uzgodniona, powstał on w późnym triasie, w czasie późnego noryku i retyku, według niektórych źródeł obejmuje oprócz retyku, także cały noryk i najwyższy karnik. W utworach retyku Niemiec i Polski znaleziono liczne szczątki wymarłych płazów i gadów, w tym słynne stanowisko w Krasiejowie.